# Caecum nitidum
Caecum nitidum är en snäckart som beskrevs av William Stimpson 1851. Caecum nitidum ingår i släktet Caecum och familjen Caecidae. Inga underarter finns listade i Catalogue of Life.